# Cophoscincopus greeri
Espèce
Statut de conservation UICN

 LC  : Préoccupation mineure
Cophoscincopus greeri est une espèce de sauriens de la famille des Scincidae.

## Répartition
Cette espèce se rencontre au Sénégal, dans le sud-est de la Guinée, en Sierra Leone, au Liberia, en Côte d'Ivoire, au Ghana et au Togo.

## Étymologie
Cette espèce est nommée en l'honneur d'Allen E. Greer.

## Publication originale
- Böhme, Schmitz & Ziegler, 2000 : A review of the West African skink genus Cophoscincopus Mertens (Reptilia: Scincidae: Lygosominae): Resurrection of C. simulans (Vaillant, 1884) and description of a new species. Revue Suisse de Zoologie, vol. 107, no 4, p. 777-791 (texte intégral).